# INEOS Grenadiers/2022
Deze pagina geeft een overzicht van de INEOS Grenadiers-wielerploeg in 2022.

## Algemeen
Sponsor: INEOS
Algemeen manager: Dave Brailsford
Sportief directeur: Roger Hammond
Ploegleiders: Xabier Artetxe Gesuraga, Kurt Bogaerts, Dario Cioni, Oliver Cookson, Stephen Cummings, Carsten Jeppesen, Servais Knaven, Christian Knees, Brett Lancaster, Gabriel Rasch, Matteo Tosatto, Xabier Zandio
Fietsen: Pinarello
Materiaal: Shimano
Kleding: Castelli
Auto's: Mercedes-Benz

## Renners
| Naam                 | Geboortedatum | Nationaliteit       | Ploeg 2021           |
| -------------------- | ------------- | ------------------- | -------------------- |
| Andrey Amador        | 29-09-1986    | Costa Rica          |                      |
| Dylan van Baarle     | 21-05-1992    | Nederland           |                      |
| Egan Bernal          | 13-01-1997    | Colombia            |                      |
| Richard Carapaz      | 29-05-1993    | Ecuador             |                      |
| Jonathan Castroviejo | 27-04-1987    | Spanje              |                      |
| Laurens De Plus      | 04-09-1995    | België              |                      |
| Eddie Dunbar         | 01-09-1996    | Ierland             |                      |
| Omar Fraile          | 17-07-1990    | Spanje              | Astana-Premier Tech  |
| Filippo Ganna        | 25-07-1996    | Italië              |                      |
| Tao Geoghegan Hart   | 30-03-1995    | Verenigd Koninkrijk |                      |
| Ethan Hayter         | 18-09-1998    | Verenigd Koninkrijk |                      |
| Kim Heiduk           | 03-03-2000    | Duitsland           | Team Lotto-Kern Haus |
| Michał Kwiatkowski   | 02-06-1990    | Polen               |                      |
| Daniel Martínez      | 25-04-1996    | Colombia            |                      |
| Jhonatan Narváez     | 04-03-1997    | Ecuador             |                      |
| Tom Pidcock          | 30-07-1999    | Verenigd Koninkrijk |                      |
| Luke Plapp           | 25-12-2000    | Australië           | -                    |
| Richie Porte         | 30-01-1985    | Australië           |                      |
| Salvatore Puccio     | 31-08-1989    | Italië              |                      |
| Brandon Rivera       | 21-03-1996    | Colombia            |                      |
| Carlos Rodriguez     | 02-02-2001    | Spanje              |                      |
| Luke Rowe            | 10-03-1990    | Verenigd Koninkrijk |                      |
| Magnus Sheffield     | 19-04-2002    | Verenigde Staten    | Rally Cycling        |
| Pavel Sivakov        | 11-07-1997    | Rusland             |                      |
| Ben Swift            | 05-11-1987    | Verenigd Koninkrijk |                      |
| Geraint Thomas       | 25-05-1986    | Verenigd Koninkrijk |                      |
| Ben Tulett           | 26-08-2001    | Verenigd Koninkrijk | Alpecin-Fenix        |
| Ben Turner           | 28-05-1999    | Verenigd Koninkrijk | Trinity Racing       |
| Elia Viviani         | 07-02-1989    | Italië              | Cofidis              |
| Cameron Wurf         | 03-08-1983    | Australië           |                      |
| Adam Yates           | 07-08-1992    | Verenigd Koninkrijk |                      |

### Stagiairs
Per 1 augustus 2022
| Naam       | Geboortedatum | Nationaliteit       | Vorige ploeg        |
| ---------- | ------------- | ------------------- | ------------------- |
| Leo Hayter | 10-08-2001    | Verenigd Koninkrijk | Hagens Berman Axeon |

### Vertrokken
| Naam            | Geboortedatum | Nationaliteit       | Ploeg 2022         |
| --------------- | ------------- | ------------------- | ------------------ |
| Leonardo Basso  | 25-12-1993    | Italië              | Astana Qazaqstan   |
| Rohan Dennis    | 28-05-1990    | Australië           | Team Jumbo-Visma   |
| Owain Doull     | 02-05-1993    | Verenigd Koninkrijk | EF Education-Nippo |
| Michał Gołaś    | 29-04-1984    | Polen               | gestopt            |
| Sebastián Henao | 05-08-1993    | Colombia            | Astana Qazaqstan   |
| Gianni Moscon   | 20-04-1994    | Italië              | Astana Qazaqstan   |
| Iván Sosa       | 31-10-1997    | Colombia            | Movistar Team      |

## Overwinningen
| Nationale kampioenschappen wielrennen Australië - wegwedstrijd: Luke Plapp Colombia - tijdrit: Daniel Martínez Ecuador - tijdrit: Richard Carapaz Italië - tijdrit: Filippo Ganna Spanje - wegrit: Carlos Rodriguez Verenigd Koninkrijk - tijdrit: Ethan Hayter Ster van Bessèges 5e etappe (ITT): Filippo Ganna Ronde van Valencia Ploegenklassement: *1) Ronde van de Provence Proloog: Filippo Ganna 1e etappe: Elia Viviani Ruta del Sol 3e etappe: Magnus Sheffield Ronde van de Algarve Ploegenklassement: *2) Tirreno-Adriatico 1e etappe (ITT): Filippo Ganna Internationale Wielerweek 2e etappe: Ethan Hayter 3e etappe: Ben Tulett Eindklassement: Eddie Dunbar Ronde van Catalonië 6e etappe: Richard Carapaz Ronde van het Baskenland 4e etappe: Daniel Martínez 5e etappe: Carlos Rodriguez Eindklassement: Daniel Martínez Puntenklassement: Daniel Martínez Ploegenklassement: *3) | Amstel Gold Race Michał Kwiatkowski Brabantse Pijl Magnus Sheffield Parijs-Roubaix Dylan van Baarle Ronde van Romandië Proloog (ITT): Ethan Hayter 2e etappe: Ethan Hayter Puntenklassement: Ethan Hayter Ronde van Hongarije Eindklassement: Eddie Dunbar Ronde van Noorwegen 2e etappe: Ethan Hayter Ploegenklassement: *4) Critérium du Dauphiné 4e etappe (ITT): Filippo Ganna Ronde van Zwitserland Eindklassement: Geraint Thomas Route d'Occitanie Jongerenklassement: Carlos Rodriguez Ronde van Frankrijk 12e etappe: Tom Pidcock Ploegenklassement: *5) Ronde van Burgos Eindklassement: Pavel Sivakov Jongerenklassement: Carlos Rodriguez Ronde van Polen Eindklassement: Ethan Hayter Ploegenklassement: *6) | Ronde van Denemarken 2e etappe (ITT): Magnus Sheffield Jongerenklassement: Magnus Sheffield Ronde van Duitsland Proloog: Filippo Ganna 3e etappe: Adam Yates Eindklassement: Adam Yates Ronde van Spanje 12e etappe: Richard Carapaz 14e etappe: Richard Carapaz 20e etappe: Richard Carapaz Bergklassement: Richard Carapaz Ronde van Groot-Brittannië Puntenklassement: Tom Pidcock Ploegenklassement: *7) Coppa Sabatini Daniel Martínez CRO Race 6e etappe: Elia Viviani Ploegenklassement: *8) |

*1) Ploeg Ronde van Valencia: Castroviejo, Fraile, Hart, Rodriguez, Sivakov, Swift, Viviani
*2) Ploeg Ronde van de Algarve: Van Baarle, Castroviejo, Hayter, Martínez, Pidcock, Thomas, Tulett
*3) Ploeg Ronde van het Baskenland: Fraile, Hart, Martínez, Rodriguez, Thomas, Tulett, Yates
*4) Ploeg Ronde van Noorwegen: Amador, Hart, E. Hayter, Plapp, Rowe, Sheffield
*5) Ploeg Ronde van Frankrijk: Van Baarle, Castroviejo, Ganna, Martínez, Pidcock, Rowe, Thomas, Yates
*6) Ploeg Ronde van Polen: Carapaz, E. Hayter, Puccio, Sheffield, Tulett, Viviani
*7) Ploeg Ronde van Groot-Brittannië: Amador, Fraile, Kwiatkowski, Pidcock, Porte, Sheffield
*8) Ploeg CRO Race: Castroviejo, Fraile, Heiduk, Kwiatkowski, Rivera, Thomas, Viviani
2010 · 2011 · 2012 · 2013 · 2014 · 2015 · 2016 · 2017 · 2018 · 2019 · 2020 · 2021 · 2022 · 2023 · 2024 · 2025
AG2R-Citroën · Astana Qazaqstan · Bahrain Victorious · BORA-hansgrohe · Cofidis · EF Education-EasyPost · Groupama-FDJ · INEOS Grenadiers · Intermarché-Wanty-Gobert Matériaux · Israel-Premier Tech · Lotto Soudal · Movistar Team · Quick Step-Alpha Vinyl · Team BikeExchange Jayco · Team DSM · Team Jumbo-Visma · Trek-Segafredo · UAE Team Emirates